# Mramorovo pri Lužarjih
Mramorovo pri Lužarjih je naselje v Občini Bloke.